# Willy Krienitz
Willy Krienitz (* 12. September 1882 in Dresden; † 16. Januar 1954 in München) war ein deutscher Musikschriftsteller und Musikkritiker.

## Leben
Krienitz besuchte das Realgymnasium in Dresden und studierte anschließend Musik in München und Leipzig. Von 1902 bis 1905 war er Privatsekretär des sächsischen Generalmusikdirektors Ernst von Schuch, dann von 1906 bis 1911 Mitarbeiter des bayerischen Hofoperndirektors Felix Mottl. Ab 1910 wirkte er, unterbrochen durch die Kriegsteilnahme von 1914 bis 1918, als Musikkritiker und -schriftsteller. 1922 promovierte er in Leipzig mit einer literaturwissenschaftlichen Arbeit und leitete anschließend die Münchner Musikbücherei. Nach dem Krieg verfasste er auch Programmheftbeiträge für die Bayreuther Festspiele.

## Schaffen
Die Bayerische Staatsbibliothek bewahrt in seinen Nachlass seine lückenlos erhaltenen Musikkritiken auf, die vor allem in der Münchner Zeitung, aber auch im Völkischen Beobachter erschienen sind und die vielfältige Einblicke in das Musikleben vor allem Münchens von 1917 bis 1958 geben.
Krienitz hielt Felix Mottl dazu an, seine Erinnerungen niederzuschreiben und veröffentlichte diese 1943. Sie wurden seitdem im Rahmen der Wagner-Forschung häufig zitiert.

## Schriften
- Richard Wagners „Feen“, Müller: München 1910
- Das deutsche Künstlerdrama in der ersten Hälfte des 19. Jahrhunderts. Ein Beitrag zur Stoffgeschichte des Dramas, Müller: Leipzig 1922
- Kataloge der städtischen Musikbücherei München: Herausgegeben von Hans Ludwig Held. 1. Band. Klavier. Bearbeitet von Willy Krienitz, Heller: München 1931
- Felix Mottls Tagebuchaufzeichnungen aus den Jahren 1873–1876. In: Otto Strobel (Hrsg.): Neue Wagner-Forschungen. Veröffentlichungen der Richard Wagner Forschungsstätte Bayreuth. Erste Folge. Karlsruhe 1943, S. 167–234.